# Relations entre la Pologne et le Vietnam

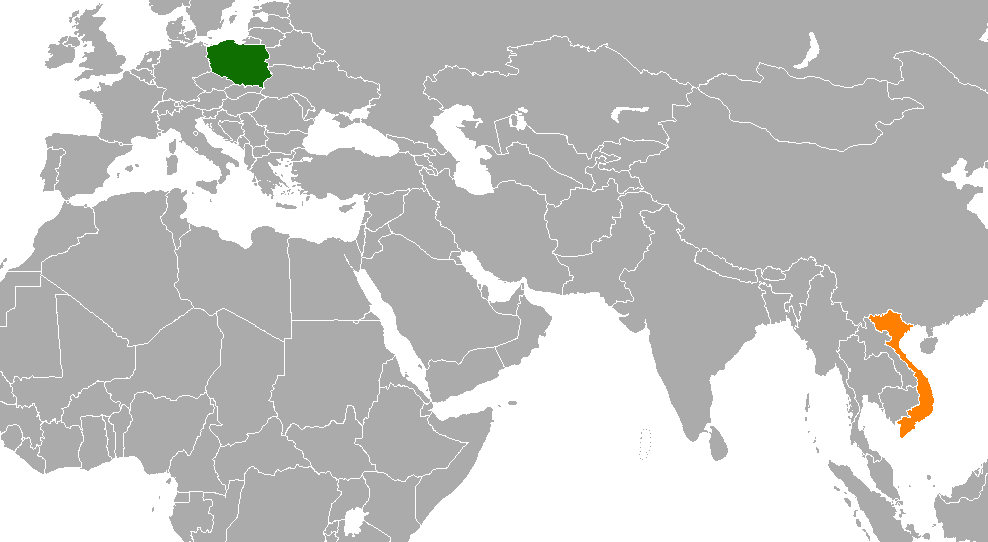

La relation entre la Pologne et le Vietnam peut être qualifiée de particulière car les deux pays partagent des parallèles historiques, bien qu'étant très différents culturellement, et géographiquement très éloignés. La Pologne comme le Vietnam ont tous deux une longue histoire de lutte contre de puissants envahisseurs étrangers tels que la Russie, l'Allemagne et la Chine. Ces luttes historiques communes sont évoquées dans le poème vietnamien Ma chère Pologne du poète vietnamien Tố Hữu.
La Pologne possède une ambassade à Hanoï et le Vietnam dispose d'une ambassade à Varsovie.

## Historique

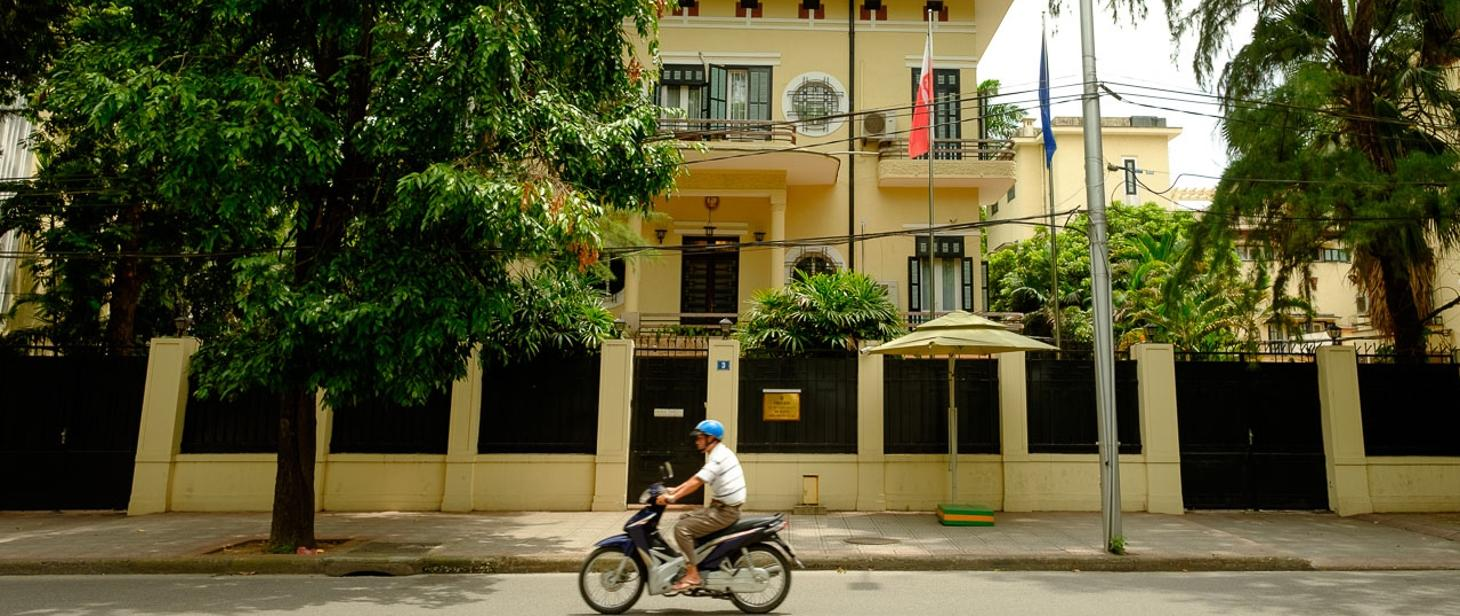
L'ambassade du Pologne à Hanoï.

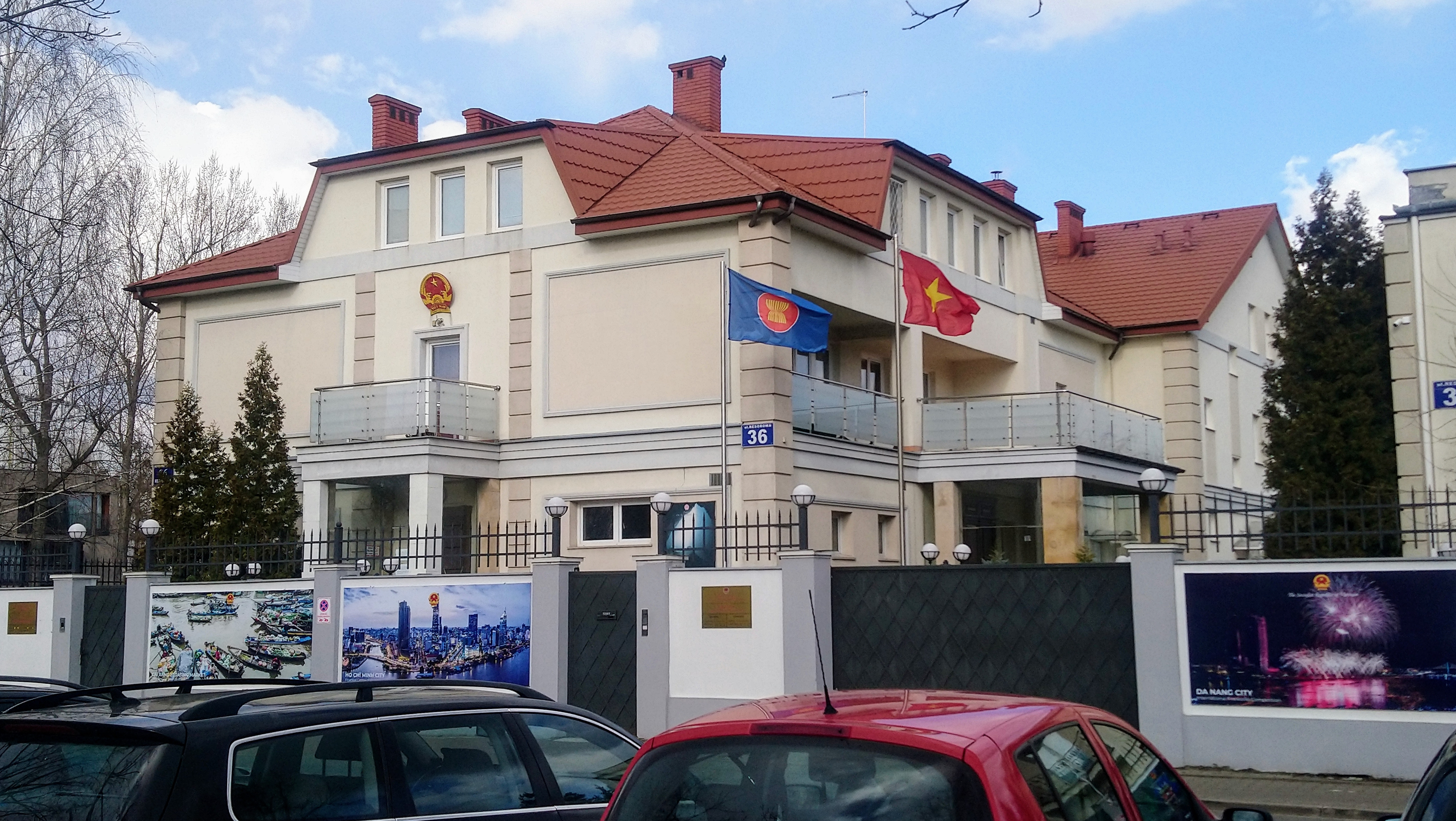
L'ambassade du Vietnam à Varsovie.

Bien que les deux États aient peu de points communs en raison de leur position géographique éloignée, ils partagent indéniablement des parallèles historiques. La Pologne et le Vietnam sont tous deux connus pour avoir été confrontés, et avoir parfois repoussé avec succès, les attaques d'empires puissants — l'Empire ottoman dans le cas de la Pologne, et l'Empire mongol dans celui du Vietnam.
Les deux nations partagent également certains points communs quant à la brutalité avec laquelle elles ont été traitées par les puissances étrangères. Au cours de leurs longues luttes historiques pour l’indépendance, les Polonais et les Vietnamiens ont tous deux dû combattre de nombreux envahisseurs puissants. Habituellement, la Pologne et le Vietnam devaient combattre respectivement la Russie, les États allemands et la Chine, et tous deux devaient très souvent subir des destructions et des dévastations.
Dans l’histoire récente, les deux nations ont également été occupées par des nations plus puissantes. La Pologne était occupée par l'Allemagne nazie et l'Union soviétique, tandis que le Vietnam était occupé par la France de Vichy et l'Empire japonais pendant la Seconde Guerre mondiale. Ils furent les victimes brutales des massacres déclenchés par ces forces impériales.
Les deux nations ont également résisté avec beaucoup de courage. La Pologne a lancé le soulèvement de Varsovie pour résister à l'occupation allemande et les Vietnamiens ont lancé la Révolution d'août pour lutter contre la domination coloniale des Français et des Japonais. En tant que tel, le Vietnam a reçu beaucoup de sympathie de la part de ses collègues polonais lorsqu'ils sont arrivés au Nord-Vietnam dans les années 1960 et les immigrants vietnamiens en Pologne ont également perçu la Pologne de la même manière en raison de leurs parallèles historiques. Lorsque le Vietnam a été soumis à des condamnations et à des embargos mondiaux imposés par les États-Unis et la Chine, le gouvernement polonais et le mouvement Solidarité ont exprimé leur solidarité avec la lutte du Vietnam contre les Khmers rouges au Cambodge. C'est un acte qui a conduit au déploiement de troupes polonaises au Cambodge dans le cadre de la mission de l'ONU visant à stabiliser la situation politique au Cambodge.
En 1946, le futur fondateur de l'État d'Israël, un juif polonais, David Ben Gourion, rencontre Hồ Chí Minh à Paris. Son désir d'établir Israël et l'impression historique de Ho sur la Pologne ont été considérés comme le premier lien non officiel entre le Vietnam et la Pologne.
Les relations diplomatiques officielles ont été établies en 1950. Janusz Lewandowski, représentant de la délégation polonaise lors des accords de Genève de 1954, avait protesté contre l'idée de séparer le Vietnam en deux parties proposée par le gouvernement de la nouvelle république populaire de Chine. Pour surveiller les accords de Genève, la Commission internationale de contrôle (en) (ICC), composée de diplomates et de soldats de Pologne, d'Inde et du Canada, a été créée. Le président du CCI a toujours été indien, tandis que les Canadiens étaient censés soutenir le Sud-Vietnam et que les Polonais devaient soutenir le Nord-Vietnam. Dans la pratique, la CPI n’a pas fonctionné comme prévu, la délégation indienne ayant souvent adopté une position plus pro-Nord que la délégation polonaise qui, contrairement aux attentes, s’est révélée plus neutre. Les relations entre la Pologne et le Vietnam se sont développées à partir des programmes d'échange d'étudiants des années 1950 et 1980, période pendant laquelle la Pologne et le Vietnam étaient des républiques socialistes sous l'emprise de l'Union soviétique,. Les deux États étaient membres du Comecon.

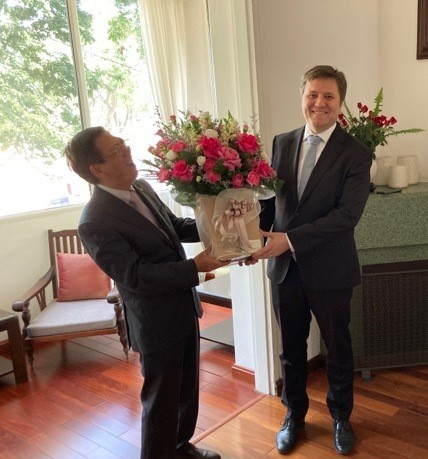
L'homme politique vietnamien Nguyễn Thế Thảo et l'ambassadeur de Pologne au Vietnam Wojciech Gerwel à Hanoï en 2020.

Pendant la guerre du Vietnam, les diplomates polonais au Nord-Vietnam ont collaboré avec les diplomates italiens au Sud-Vietnam afin de rechercher la paix et de mettre fin à la guerre du Vietnam. Le premier effort fut « l'affaire Maneli » de 1963, du nom du commissaire polonais à la CPI, Mieczysław Maneli. L'« affaire Maneli » impliquait une proposition visant à mettre fin à la guerre et finalement à créer une fédération du Nord-Vietnam et du Sud-Vietnam. Le deuxième effort de 1966 était connu sous le nom d'Operation Marigold (en), par laquelle Janusz Lewandowski a rencontré l'ambassadeur américain au Sud-Vietnam, Henry Cabot Lodge Jr., lui présentant une offre au nom du Nord-Vietnam d'ouvrir des pourparlers de paix à condition que les Américains arrêtent d'abord de bombarder le Nord-Vietnam.
Après leur retour au Vietnam, les diplômés vietnamiens des universités polonaises étaient souvent des spécialistes de premier plan dans des domaines clés de l'économie en développement du pays, notamment les mines et la construction navale. Dans les années 1980, l'hôpital de l'amitié vietnamo-polonaise a été construit à Vinh, au Vietnam, avec l'aide de la Pologne. L'hôpital continue de bénéficier du soutien de la Pologne, qui fait don de matériel médical et propose des cours professionnels aux médecins vietnamiens de l'hôpital. Grâce aux diplômés vietnamiens des universités polonaises, les œuvres des écrivains polonais les plus renommés, tels que Henryk Sienkiewicz, Adam Mickiewicz et Bolesław Prus, ont été traduites en vietnamien.
En 2017, un bureau de l'Agence polonaise d'investissement et de commerce (en) a été ouvert à Hô Chi Minh-Ville en présence du président polonais Andrzej Duda. Le Vietnam est le plus grand partenaire commercial de la Pologne parmi les pays de l'ASEAN (en 2020). Le 1er août 2020, l'accord de libre-échange entre l’Union européenne et le Vietnam est entré en vigueur, lequel a éliminé 99 % des droits de douane sur les échanges entre le Vietnam et les pays de l’UE, dont la Pologne.
À la suite de l'apparition de la pandémie de COVID-19 en Pologne, en mars 2020, le Vietnam a aidé la Pologne en envoyant 4 000 kits de test du COVID-19, ainsi que des blouses et des gants médicaux aux médecins polonais. Cette aide a été organisée par la communauté vietnamienne de Pologne.
En août 2021, la Pologne a fait don de plus de 500 000 vaccins contre la COVID-19 au Vietnam. En septembre 2021, plus de 8 tonnes de matériel médical sont arrivées de Pologne au Vietnam et en octobre 2021, la Pologne a fait don de plus de 880 000 vaccins supplémentaires. Lors d'une rencontre avec l'ambassadeur de Pologne au Vietnam Wojciech Gerwel, le ministre vietnamien des Affaires étrangères Bùi Thanh Sơn a exprimé sa gratitude pour ce don, soulignant également l'amitié traditionnelle de longue date entre les deux nations. Le Vietnam est le premier pays d’Asie du Sud-Est à recevoir une telle aide de la Pologne.

### Influence catholique polonaise au Vietnam
Tout au long de l'histoire de leurs relations, la Pologne a joué un rôle à la fois officieux et officiel dans la croissance et l'édification du catholicisme romain au Vietnam ; puisque le catholicisme romain est la religion principale en Pologne. Au XVIIe siècle, le jésuite catholique polonais Wojciech Męciński s'est rendu au Vietnam lors d'une tournée à travers l'Asie et a été le premier Polonais à documenter officiellement le pays.
Le pape Jean-Paul II, Polonais, a canonisé en 1988 tous les catholiques vietnamiens morts à partir de 1533 pour protéger le christianisme sous le nom de Martyrs du Viêt Nam. Il a également reconnu l'importance de Notre-Dame de La Vang, une apparition mariale ayant eu lieu à La Vang (en). Jean-Paul II avait par ailleurs exprimé le désir de reconstruire la basilique de La Vang en commémoration du 200e anniversaire de la première vision mariale qui y avait eu lieu. Son message a été déterminant, conduisant le gouvernement du Vietnam à reconnaître l'importance de La Vang dans l'histoire chrétienne du Vietnam. Le pape polonais est resté une figure vénérée parmi les Vietnamiens, catholiques et non catholiques, même à sa mort en 2005. Le pape polonais est également considéré comme ayant jeté les bases d'une normalisation des relations entre le Saint-Siège et le Vietnam.
L'archevêque Marek Zalewski, qui est le représentant non-résident du Vatican au Vietnam, est originaire de Pologne,. Il a joué un rôle mineur, mais a néanmoins facilité l'établissement d'un lien officieux dans la normalisation en cours entre le Saint-Siège et les relations entre le Vietnam et le Vietnam, ce qui a été considéré comme le résultat direct de la décision du Vatican d'établir un représentant permanent au Vietnam et accepté par le régime vietnamien, allant plus loin vers l'établissement futur possible d'un lien officiel entre deux entités et le laxisme de la répression du catholicisme au Vietnam par le régime vietnamien.

## Relations culturelles

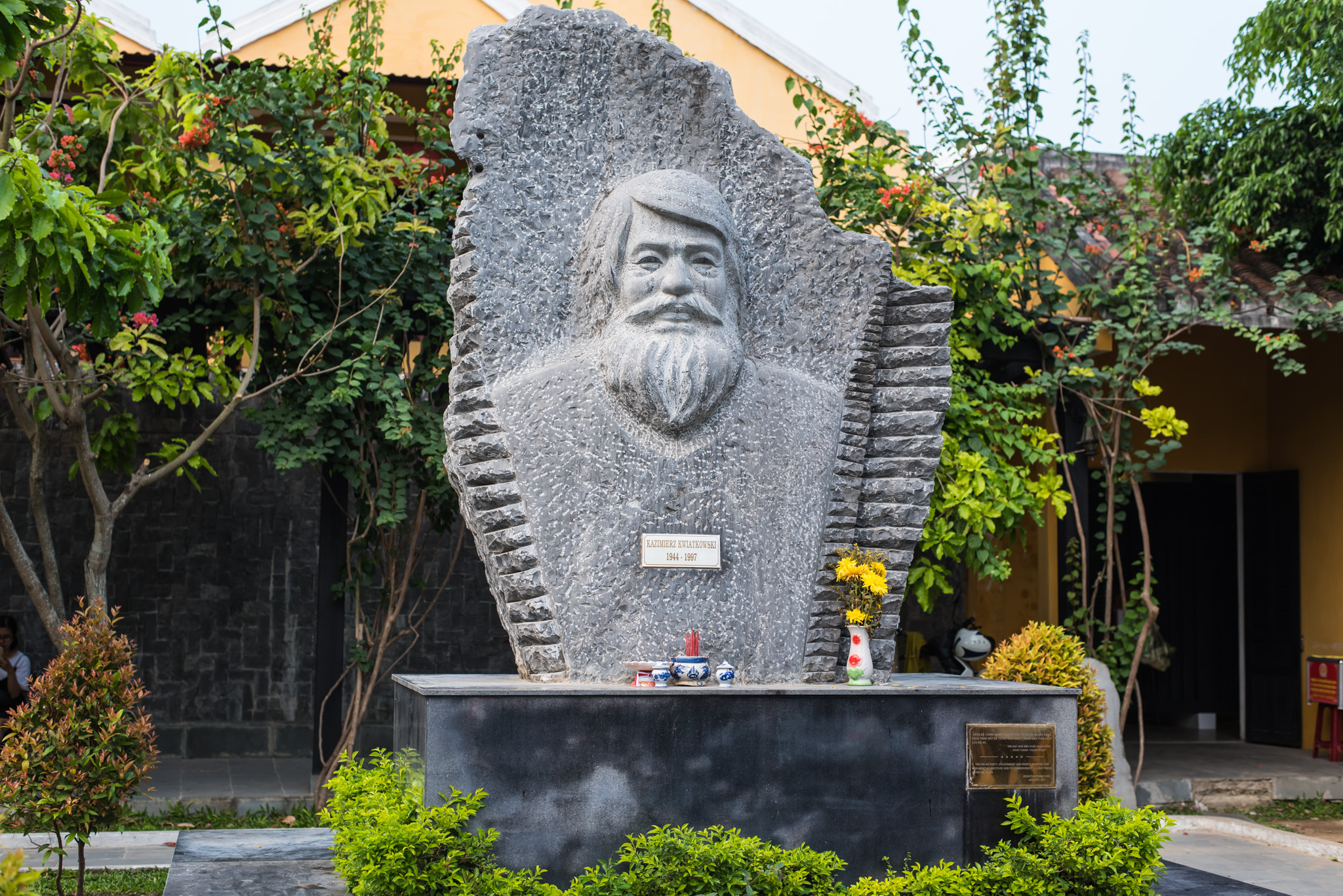
Monument de l'architecte polonais Kazimierz Kwiatkowski à Hoi An.

Le Stade national de Varsovie est considéré comme le centre de la communauté vietnamo-polonaise. La communauté vietnamienne de Pologne dispose également d'un certain nombre d'organisations non gouvernementales, gérées par la communauté elle-même.
Le Lycée de l'amitié vietnamo-polonaise de Hanoï a été nommé en l'honneur des relations entre le Vietnam et la Pologne, et la Pologne a fait don d'équipements à l'école à plusieurs reprises. Toujours à Hanoï, le lycée Marie Curie a été nommé en l'honneur de la célèbre scientifique polonaise. L'architecte Kazimierz Kwiatkowski, qui a contribué à faire revivre la ville de Hội An, est statufié dans cette même ville.

## Visites d'État
De Pologne
- Président de la Pologne en 1999

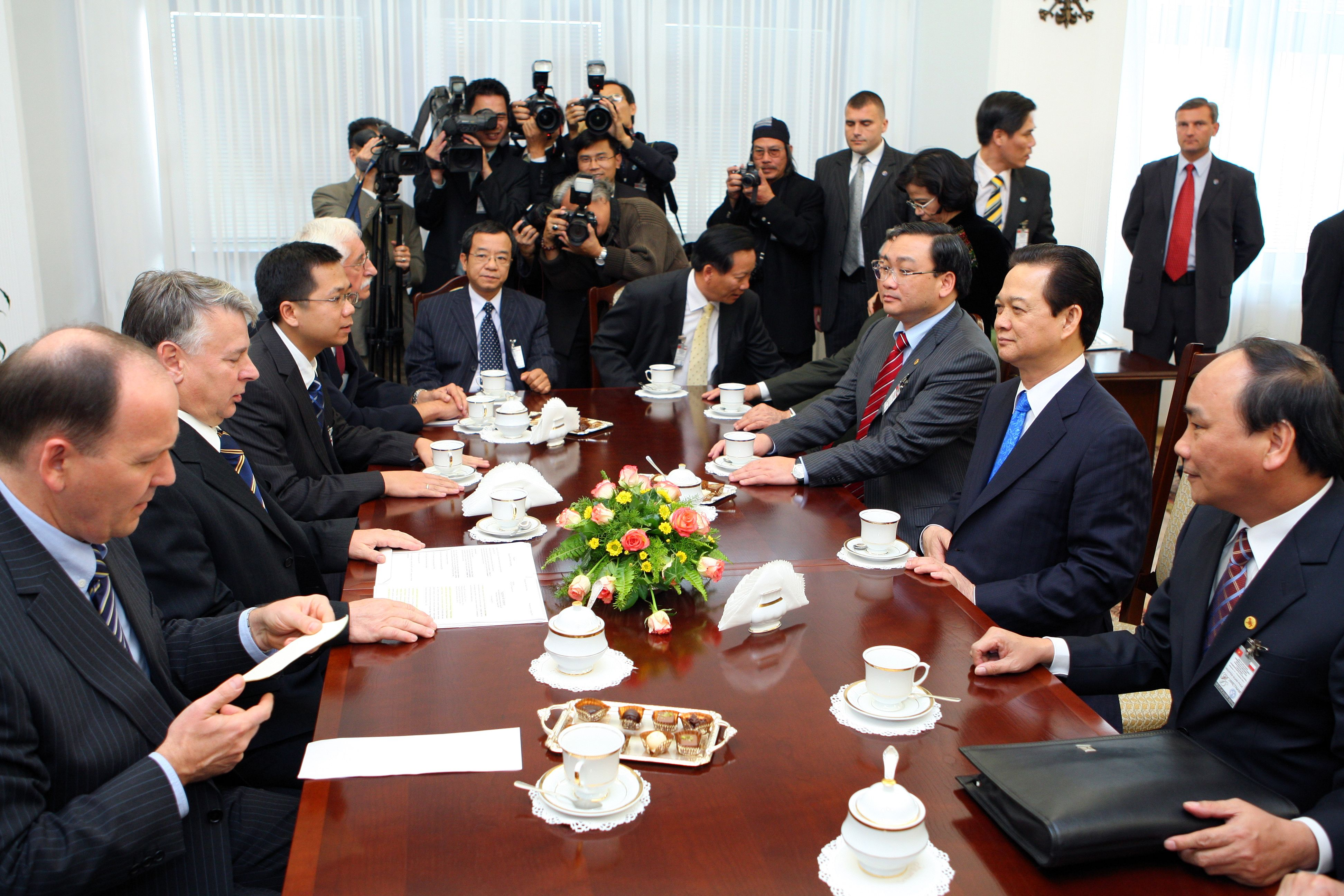
Visite du Premier ministre vietnamien Nguyễn Tấn Dũng au Sénat polonais en 2007.

- Premier ministre de Pologne en 2005
- Visite du président Andrzej Duda au Vietnam en 2017[29]

Du Vietnam
- Premier ministre du Vietnam en 1997
- Président du Vietnam en 2003
- Premier ministre en 2007

## Contributions et aide au développement
Kazimierz Kwiatkowski a énormément contribué à la restauration de la ville historique de Hoi An, du sanctuaire de Mỹ Sơn et de l'ensemble des monuments de Huế. Ses contributions ont conduit à la reconnaissance des trois sites comme sites du patrimoine mondial par l'UNESCO, faisant également de Hoi An l'une des attractions touristiques les plus populaires au monde. Sa statue se trouve dans la ville de Hoi An.
En 2015, la Pologne a proposé de prêter au Vietnam 250 millions d’euros à titre d’aide publique au développement. L'accord-cadre de coopération financière a finalement été signé entre les deux pays en 2017. Cette même année, Adamed Group a réalisé le plus grand investissement direct polonais au Vietnam en acquérant une participation majoritaire dans Davipharm Co.

## Migration

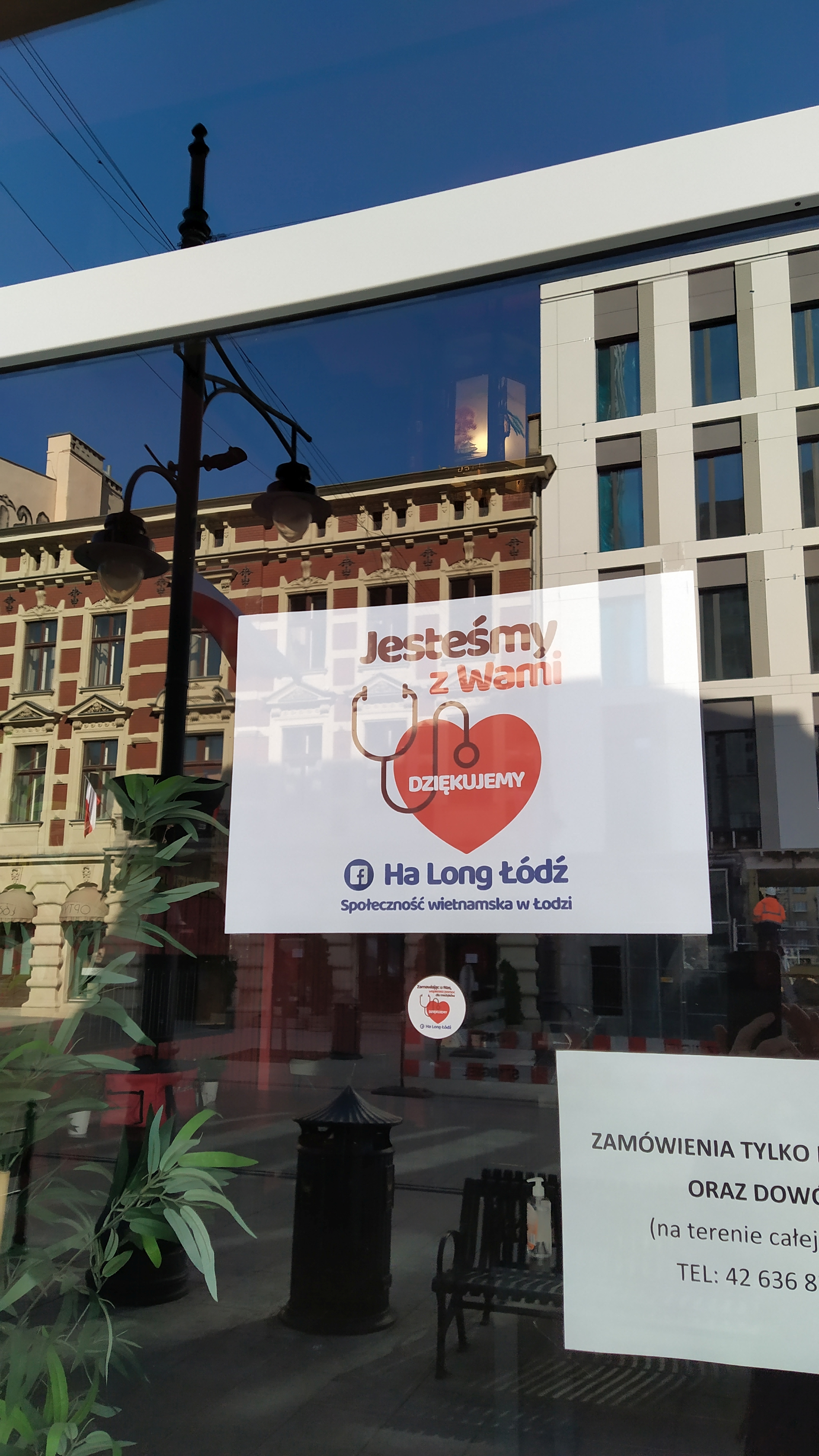
La minorité vietnamienne de Łódź remercie les médecins polonais pendant la pandémie de COVID-19.

Il y a eu une migration importante de Vietnamiens vers la Pologne, estimée entre 30 000 et 40 000 personnes, formant la plus grande communauté de migrants non européens en Pologne.
À la suite de la transition polonaise vers une économie capitaliste en 1990 et des réformes du Vietnam en 1986, la Pologne est devenue une destination d'immigration plus attrayante pour le peuple vietnamien, en particulier pour les petits entrepreneurs ; cela a déclenché une deuxième vague, plus importante, d'immigrants vietnamiens en Pologne,. Beaucoup ont commencé comme vendeurs dans le bazar du marché en plein air du stade du 10e anniversaire, vendant des vêtements ou de la nourriture bon marché ; en 2005, il y avait entre 1 100 et 1 200 stands appartenant à des Vietnamiens dans la région. En 2002, on comptait environ 500 restaurants vietnamiens à Varsovie, servant pour la plupart de la restauration rapide.